# Cámara de Diputadas y Diputados de Chile

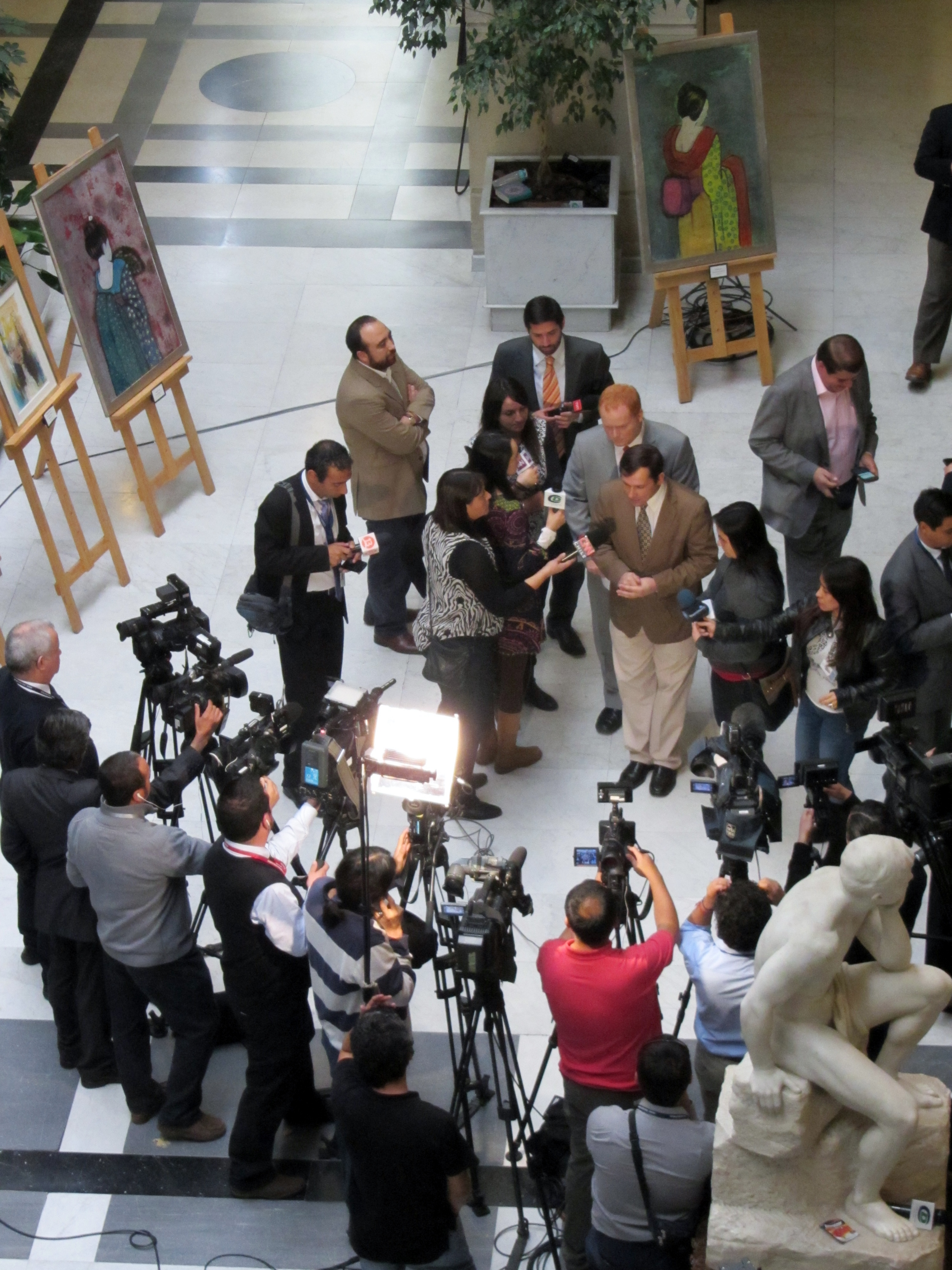
Un grupo de diputados contestan preguntas de la prensa en la sede del Congreso.

La Cámara de Diputados de Chile es la cámara baja del Poder Legislativo de Chile, y junto al Senado conforman las dos cámaras del Congreso Nacional. Su composición y atribuciones están establecidas en el capítulo V de la Constitución Política de Chile, entre sus funciones más importantes se encuentra participar en la elaboración de las leyes junto al Senado y el presidente de la República.
Tiene como función exclusiva fiscalizar los actos del gobierno e iniciar las acusaciones constitucionales contra los ministros de Estado o el presidente de la República. La ley de presupuestos y toda legislación que implique gastos o imposiciones se discute y aprueba primero en la Cámara de Diputados para pasar al Senado. 
En 2019 la Comisión de Régimen Interno de la corporación aprobó el cambio de nombre institucional de «Cámara de Diputados de Chile» a «Cámara de Diputadas y Diputados de Chile» en el logo, las comunicaciones y señaléticas internas, en un esfuerzo para impulsar el lenguaje no sexista en el trabajo legislativo. Sin embargo, la denominación «Cámara de Diputados de Chile» aún se mantiene en la Constitución Política de la República, la Ley Orgánica del Congreso Nacional y el Reglamento de la Cámara de Diputados. 
Desde el 7 de abril de 2025, el presidente de la Cámara de Diputadas y Diputados de Chile es el diputado José Miguel Castro, militante de Renovación Nacional.

## Elección
Por la Constitución Política de 1828 los diputados se elegían por votación directa en representación de las provincias por un periodo de 2 años reelegibles indefinidamente. Cada provincia elegía a un diputado a razón de 1 por cada 15 000 habitantes y fracción que no baje de 7000.
Según la Constitución Política de 1833 se elegía un diputado por votación directa por cada departamento del territorio. Su periodo tenía una duración de 3 años reelegibles indefinidamente. Correspondía un diputado por cada 20.000 personas y fracción superior de 10 000. Con la reforma de 1874 pasó a ser un diputado por cada 20.000 personas y fracción superior de 12 000. En 1887 un diputado por cada 30 000 habitantes y por fracción superior de 15 000. La asignación de cargos era por lista completa (1833-1874) y voto acumulativo (1874-1924).
Por la Constitución Política de 1925 se elegía un diputado por votación directa por cada departamento o agrupación de departamento. Corresponde un diputado por cada 30 000 personas y fracción superior de 15 000. Lo cual dio un total de 132 diputados en 1925 a 150 en 1970. Su periodo tenía una duración de 4 años reelegibles indefinidamente. En cada agrupación o departamento se distribuía proporcionalmente (método d'Hondt) los cargos electos, según los votos que cada lista obtenía.
En caso de vacancia de un escaño por muerte, incapacidad o inhabilidad y faltando más de un año para la próxima elección, se procedía a una elección complementaria para reemplazar dicha vacante.
De acuerdo a la Constitución Política de 1980 la cámara baja estaba integrada por 120 miembros elegidos por votación directa por cuatro años, en representación de los 60 distritos electorales en los que se encontraba dividido el país (artículo 43.º de la Constitución Política). Se podía reelegir en forma indefinida, sin embargo un diputado no puede ser ministro de Estado u otro cargo que lo inhabilite o poseer otro cargo de elección popular. Cada distrito elegía dos diputados de acuerdo al sistema binominal: si una lista duplicaba en votos a la lista que le sigue obtiene los dos diputados; en caso contrario, las dos listas mayoritarias eligen un diputado cada una.
Tras la reforma constitucional de 2015 que estableció 28 distritos electorales y el cambio a un sistema electoral proporcional, la nueva composición de la Cámara se aplica a partir de la nueva composición del LV periodo legislativo del Congreso Nacional de Chile electo de las elecciones parlamentarias de 2017.

## Diputadas y diputados

### Reemplazo en caso de vacancia
En caso de haber vacancia de un escaño por muerte, incapacidad o inhabilidad, originalmente la Constitución de 1980 establecía que eran los miembros de la cámara los que debían proceder a elegir a la persona que reemplazaría al parlamentario que provocaba la vacancia. Este mecanismo no alcanzó a regir.
En la reforma constitucional de 1989, antes de la elección del nuevo parlamento, se estableció que debía asumir el cargo el compañero de lista del parlamentario que había provocado la vacancia, en caso de ser independiente el escaño quedaba vacío y no era reemplazado.
La reforma constitucional de 2005 consagra que el reemplazo es nombrado por la mesa directiva de su partido que se encontraba al ser electo, en caso de ser independiente el escaño queda vacío y no es reemplazado.

### Remuneraciones y regalías
Los diputados perciben una remuneración por el desempeño de su cargo, denominada dieta parlamentaria, que de acuerdo al artículo 62 de la Constitución Política de la República, equivalente a la de un ministro de Estado, incluidas todas las asignaciones que a estos correspondan. A 2019, el monto bruto mensual de la dieta, esto es, sin considerar los descuentos legales u obligatorios —impuestos e imposiciones de seguridad social—, asciende a CLP$ 7 012 388.
Por concepto de asignaciones, los diputados reciben $5 760 000, de los cuales $2 077 000 son para gastos de representación y no deben ser rendidos. Además cuentan con una asignación de $846 000 para combustible, 48 pasajes de avión de ida y vuelta al año para destinos nacionales y 12 pasajes de avión anuales extendibles a otras personas; para pasajes al extranjero, poseen un descuento de 10 % con LAN Airlines. Además cuentan con estacionamientos exclusivos en el Aeropuerto Arturo Merino Benítez y chofer personal para sus traslados en el vehículo fiscal asignado.  
La cámara cubre los gastos de secretaria personal de los diputados, el pago de la cuenta telefónica de la oficina en el Congreso (sólo de llamadas nacionales), el arriendo de una sede en el distrito respectivo, con acceso a Internet y otros servicios, dos computadoras y una impresora, más 1000 fotocopias mensuales. Todos estos gastos no deben superar los CLP$ 2 200 000 mensuales.
El Instituto Nacional de Deportes les da a los diputados una credencial para asistir gratis a los partidos por la Primera División en el Estadio Nacional, con un acompañante. La ANFP les da un descuento de aproximadamente el 40% para tres partidos internacionales; además, los diputados disponen de estacionamientos gratis en el sector Anita Lizana del estadio.

## Composición actual
Los diputados de la República son tratados protocolarmente con la asignación del título «honorable», por lo tanto se refiere a ellos como «honorable diputado» u «honorable diputada». Actualmente, el 35,5 % de los diputados son mujeres (55 de 155).

### Mesa directiva
La Mesa Directiva de la corporación se compone de un presidente, un primer vicepresidente y un segundo vicepresidente. Quienes están a la cabeza de la Cámara Baja comenzaron su período el lunes 15 de abril de 2024. La Mesa actual de la Cámara es la siguiente:
| Cargo                  | Titular | Titular                     | Partido | Partido                     |
| ---------------------- | ------- | --------------------------- | ------- | --------------------------- |
| Presidente             |         | José Miguel Castro Bascuñán |         | Renovación Nacional         |
| Primer Vicepresidente  |         | Gaspar Rivas Sánchez        |         | Independiente               |
| Segundo Vicepresidente |         | Eric Aedo Jeldres           |         | Partido Demócrata Cristiano |

### Bancadas
Las bancadas o comités parlamentarios son organismos que agrupan a un número de diputadas y diputados de uno o más partidos políticos y que a través de su jefe de bancada permite la relación con la mesa de la corporación, con el fin de hacer más expedita la tramitación de los temas sometidos a su conocimiento. Las diputadas y diputados independientes deben integrarse a un Comité Parlamentario.
Se denomina Jefe de Bancada a la diputada o al diputado que representa a un Comité Parlamentario, o al conjunto de ellos, si existieren varios Comités de un mismo partido.
| Comité parlamentario                                                               | Jefes de bancada                                                              | Jefes de bancada                                                               | Integrantes |
| Comité parlamentario                                                               | Titulares                                                                     | Suplentes                                                                      | Integrantes |
| ---------------------------------------------------------------------------------- | ----------------------------------------------------------------------------- | ------------------------------------------------------------------------------ | --- |
| Frente Amplio e Independientes                                                     | - Jaime Sáez Quiroz - Lorena Fries Monleón                                    | - Claudia Mix Jiménez                                                          | Ver lista - Catalina Pérez Salinas (Ind-FA) - Carolina Tello Rojas (FA) - Diego Ibáñez Cotroneo (FA) - Francisca Bello Campos (FA) - Jorge Brito Hasbún (FA) - Camila Rojas Valderrama (FA) - Claudia Mix Jiménez (FA) - Maite Orsini Pascal (FA) - Andrés Giordano Salazar (FA) - Gonzalo Winter Etcheberry (FA) - Lorena Fries Monleón (FA) - Emilia Schneider Videla (FA) - Gael Yeomans Araya (FA) - Félix Bugueño Sotelo (FA) - Roberto Celedón Fernández (Ind-FA) - Consuelo Veloso Ávila (Ind-FA) - Félix González Gatica (PEV) - Clara Sagardía Cabezas (FA) - Ericka Ñanco Vásquez (FA) - Patricio Rosas Barrientos (FA) - Jaime Sáez Quiroz (FA) - Javiera Morales Alvarado (FA) |
| Unión Demócrata Independiente                                                      | - Henry Leal Bizama - Marlene Pérez Cartes - Felipe Donoso Castro             | - Natalia Romero Talguia - Juan Antonio Coloma Álamos - Sergio Bobadilla Muñoz | Ver lista - Marco Sulantay Olivares - Juan Manuel Fuenzalida Cobo - Joaquín Lavín León - Jorge Alessandri Vergara - Guillermo Ramírez Diez - Cristhian Moreira Barros - Juan Antonio Coloma Álamos - Natalia Romero Talguia - Eduardo Cornejo Lagos - Felipe Donoso Castro - Gustavo Benavente Vergara - Cristóbal Martínez Ramírez - Marta Bravo Salinas - Sergio Bobadilla Muñoz - Marlene Pérez Cartes - Flor Weisse Novoa - Henry Leal Bizama - Gastón von Mühlenbrock Zamora - Daniel Lilayu Vivanco - Fernando Bórquez Montecinos |
| Renovación Nacional                                                                | - Miguel Mellado Suazo - Carla Morales Alvarado - Ximena Ossandón Irarrázabal | - Frank Sauerbaum Muñoz - Hugo Rey Martínez - Jorge Rathgeb Schifferli         | Ver lista - José Miguel Castro Bascuñán - Andrés Longton Herrera - Camila Flores Oporto - Andrés Celis Montt - Jorge Durán Espinoza - María Luisa Cordero Velásquez - Ximena Ossandón Irarrázabal - Eduardo Durán Salinas - Diego Schalper Sepúlveda - Carla Morales Maldonado - Hugo Rey Martínez - Paula Labra Besserer - Frank Sauerbaum Muñoz - Jorge Rathgeb Schifferli - Juan Carlos Beltrán Silva - Miguel Becker Alvear - Miguel Mellado Suazo - Bernardo Berger Fett - Mauro González Villarroel - Marcia Raphael Mora |
| Comunista, Federación Regionalista Verde Social, Acción Humanista e Independientes | - Lorena Pizarro Sierra - Daniela Serrano Salazar                             | - Ana María Gazmuri Vieira                                                     | Ver lista - Matías Ramirez Pascal (PCCh) - Jaime Mulet Martínez (FRVS) - Nathalie Castillo Rojas (PCCh) - Luis Cuello Peña y Lillo (PCCh) - Carmen Hertz Cádiz (PCCh) - Karol Cariola Oliva (PCCh) - Boris Barrera Moreno (PCCh) - Alejandra Placencia Cabello (PCCh) - Tomás Hirsch Goldschmidt (AH) - Ana María Gazmuri Vieira (AH) - Daniela Serrano Salazar (PCCh) - Hernán Palma Pérez (FRVS) - Lorena Pizarro Sierra (PCCh) - María Candelaria Acevedo Sáez (PCCh) |
| Republicanos                                                                       | - Cristián Araya Lerdo de Tejada                                              | - Juan Irarrázaval Rossel                                                      | Ver lista - Renzo Trisotti Martínez - Sofía Cid Versalovic - Chiara Barchiesi Chávez - Luis Sánchez Ossa - Agustín Romero Leiva - José Carlos Meza Pereira - Cristián Araya Lerdo de Tejada - Catalina del Real Mihovilovic - Álvaro Carter Fernández - Juan Irarrázaval Rossel - Benjamín Moreno Bascur - Stephan Schubert Rubio - Harry Jürgensen Rundshagen |
| Socialista                                                                         | - Juan Santana Castillo - Emilia Nuyado Ancapichún                            | - Daniel Manouchehri Lobos - Danisa Astudillo Peiretti                         | Ver lista - Danisa Astudillo Peiretti - Daniella Cicardini Milla - Juan Santana Castillo - Daniel Manouchehri Moghadam Kashan Lobos - Nelson Venegas Salazar - Arturo Barrios Oteíza - Daniel Melo Contreras - Raúl Leiva Carvajal - Leonardo Soto Ferrada - Marcos Ilabaca Cerda - Ana María Bravo Castro - Emilia Nuyado Ancapichún |
| Social Cristiano, Nacional Libertario e Independientes                             | - Roberto Arroyo Muñoz                                                        | - Cristián Labbé Martínez                                                      | Ver lista - Enrique Lee Flores (Ind-PSC) - Yovana Ahumada Palma (PSC) - Cristián Labbe Martínez (PNL) - Johannes Kaiser Barents-Von Hohenhagen (PNL) - Gonzalo de la Carrera Correa (PNL) - Sara Concha Smith (PSC) - Francesca Muñoz González (PSC) - Leonidas Romero Sáez (PNL) - Roberto Arroyo Muñoz (PSC) - Cristóbal Urruticoechea Ríos (PNL) - Gloria Naveillan Arriagada (PNL) |
| Demócratas, Evópoli, Amarillos e Independientes                                    | - Joanna Pérez Olea                                                           | - Francisco Undurraga Gazitúa                                                  | Ver lista - Victor Pino Fuentes (Demócratas) - Hotuiti Teao Drago (Ind-Evópoli) - Érika Olivera de la Fuente (Demócratas) - Francisco Undurraga Gazitúa (Evópoli) - Jorge Guzmán Zepeda (Evópoli) - Joanna Pérez Olea (Demócratas) - Jorge Saffirio Espinoza (Demócratas) - Andrés Jouannet Valderrama (Amarillos) - Miguel Ángel Calisto Águila (Ind-Demócratas) - Christian Matheson Villán (Ind-Evópoli) |
| Radical - Liberal                                                                  | - Luis Malla Valenzuela                                                       | - Cosme Mellado Pino                                                           | Ver lista - Vlado Mirosevic Verdugo (PL) - Luis Malla Valenzuela (PL) - Sebastián Videla Castillo (Ind-PL) - Tomás Lagomarsino Guzmán (PR) - Viviana Delgado Riquelme (Ind-PL) - Rubén Darío Oyarzo Figueroa (PR) - Marcela Riquelme Aliaga (Ind-PR) - Cosme Mellado Pino (PR) - Alexis Sepúlveda Soto (PR) - Alejandro Bernales Maldonado (PL) |
| Demócrata Cristiano e Independientes                                               | - Héctor Barría Angulo                                                        | - Mónica Arce Castro                                                           | Ver lista - Ricardo Cifuentes Lillo - Gaspar Rivas Sánchez - Alberto Undurraga Vicuña - Mónica Arce Castro - Francisco Pulgar Castillo - Jaime Naranjo Ortiz - Felipe Camaño Cárdenas - Eric Aedo Jeldres - Karen Medina Vásquez - Héctor Barría Angulo |
| Partido por la Democracia                                                          | - Héctor Ulloa Aguilera                                                       | - Camila Musante Müller                                                        | Ver lista - Jaime Araya Guerrero - Cristian Tapia Ramos - Carolina Marzán Pinto - Helia Molina Milman - Camila Musante Müller - Raúl Soto Mardones - Marta González Olea - Héctor Ulloa Aguilera - Carlos Bianchi Chelech |
| Comité Independientes                                                              | -                                                                             | - René Alinco Bustos                                                           | Ver lista - Marisela Santibáñez Novoa (Ind.) - René Alinco Bustos (Ind.) |
| Independientes sin comité                                                          | -                                                                             | -                                                                              | Ver lista - Pamela Jiles Moreno (PDG) - Mauricio Ojeda Rebolledo (Ind.) |

### Diputadas y diputados por distrito electoral
| Región                                                  | Distrito | Diputado                                 | Partido        | Partido |
| ------------------------------------------------------- | -------- | ---------------------------------------- | -------------- | ------- |
| Región de Arica y Parinacota (3)                        | 1        | Vlado Mirosevic Verdugo                  | PL             |         |
| Región de Arica y Parinacota (3)                        | 1        | Luis Malla Valenzuela                    | PL             |         |
| Región de Arica y Parinacota (3)                        | 1        | Enrique Lee Flores                       | Ind-PSC        |         |
| Región de Tarapacá (3)                                  | 2        | Renzo Trisotti Martínez                  | PRCh           |         |
| Región de Tarapacá (3)                                  | 2        | Matías Ramirez Pascal                    | PCCh           |         |
| Región de Tarapacá (3)                                  | 2        | Danisa Astudillo Peiretti                | PS             |         |
| Región de Antofagasta (5)                               | 3        | Catalina Pérez Salinas                   | Ind-FA         |         |
| Región de Antofagasta (5)                               | 3        | Sebastián Videla Castillo                | Ind-PL         |         |
| Región de Antofagasta (5)                               | 3        | Jaime Araya Guerrero                     | Ind-PPD        |         |
| Región de Antofagasta (5)                               | 3        | Yovana Ahumada Palma                     | PSC            |         |
| Región de Antofagasta (5)                               | 3        | José Miguel Castro Bascuñán              | RN             |         |
| Región de Atacama (5)                                   | 4        | Daniella Cicardini Milla                 | PS             |         |
| Región de Atacama (5)                                   | 4        | Juan Santana Castillo                    | PS             |         |
| Región de Atacama (5)                                   | 4        | Cristian Tapia Ramos                     | Ind-PPD        |         |
| Región de Atacama (5)                                   | 4        | Jaime Mulet Martínez                     | FRVS           |         |
| Región de Atacama (5)                                   | 4        | Sofía Cid Versalovic                     | PRCh           |         |
| Región de Coquimbo (7)                                  | 5        | Marco Sulantay Olivares                  | UDI            |         |
| Región de Coquimbo (7)                                  | 5        | Juan Manuel Fuenzalida Cobo              | UDI            |         |
| Región de Coquimbo (7)                                  | 5        | Nathalie Castillo Rojas                  | PCCh           |         |
| Región de Coquimbo (7)                                  | 5        | Carolina Tello Rojas                     | FA             |         |
| Región de Coquimbo (7)                                  | 5        | Daniel Manouchehri Moghadam Kashan Lobos | PS             |         |
| Región de Coquimbo (7)                                  | 5        | Ricardo Cifuentes Lillo                  | PDC            |         |
| Región de Coquimbo (7)                                  | 5        | Víctor Pino Fuentes                      | Demócratas     |         |
| Región de Valparaíso (16)                               | 6        | Diego Ibáñez Cotroneo                    | FA             |         |
| Región de Valparaíso (16)                               | 6        | María Francisca Bello Campos             | FA             |         |
| Región de Valparaíso (16)                               | 6        | Carolina Marzán Pinto                    | PPD            |         |
| Región de Valparaíso (16)                               | 6        | Nelson Venegas Salazar                   | PS             |         |
| Región de Valparaíso (16)                               | 6        | Andrés Longton Herrera                   | RN             |         |
| Región de Valparaíso (16)                               | 6        | Camila Flores Oporto                     | RN             |         |
| Región de Valparaíso (16)                               | 6        | Chiara Barchiesi Chávez                  | PRCh           |         |
| Región de Valparaíso (16)                               | 6        | Gaspar Rivas Sánchez                     | Ind-PDC        |         |
| Región de Valparaíso (16)                               | 7        | Tomás Lagomarsino Guzmán                 | PR             |         |
| Región de Valparaíso (16)                               | 7        | Arturo Barrios Oteíza                    | PS             |         |
| Región de Valparaíso (16)                               | 7        | Camila Rojas Valderrama                  | FA             |         |
| Región de Valparaíso (16)                               | 7        | Jorge Brito Hasbún                       | FA             |         |
| Región de Valparaíso (16)                               | 7        | Luis Cuello Peña y Lillo                 | PCCh           |         |
| Región de Valparaíso (16)                               | 7        | Andrés Celis Montt                       | RN             |         |
| Región de Valparaíso (16)                               | 7        | Hotuiti Teao Drago                       | Ind-Evópoli    |         |
| Región de Valparaíso (16)                               | 7        | Luis Sánchez Ossa                        | PRCh           |         |
| Región Metropolitana de Santiago (47)                   | 8        | Carmen Hertz Cádiz                       | PCCh           |         |
| Región Metropolitana de Santiago (47)                   | 8        | Claudia Mix Jiménez                      | FA             |         |
| Región Metropolitana de Santiago (47)                   | 8        | Joaquín Lavín León                       | Ind-UDI        |         |
| Región Metropolitana de Santiago (47)                   | 8        | Cristián Labbé Martínez                  | PNL            |         |
| Región Metropolitana de Santiago (47)                   | 8        | Agustín Romero Leiva                     | PRCh           |         |
| Región Metropolitana de Santiago (47)                   | 8        | Viviana Delgado Riquelme                 | Ind-PL         |         |
| Región Metropolitana de Santiago (47)                   | 8        | Alberto Undurraga Vicuña                 | PDC            |         |
| Región Metropolitana de Santiago (47)                   | 8        | Rubén Oyarzo Figueroa                    | PR             |         |
| Región Metropolitana de Santiago (47)                   | 9        | Karol Cariola Oliva                      | PCCh           |         |
| Región Metropolitana de Santiago (47)                   | 9        | Boris Barrera Moreno                     | PCCh           |         |
| Región Metropolitana de Santiago (47)                   | 9        | Maite Orsini Pascal                      | FA             |         |
| Región Metropolitana de Santiago (47)                   | 9        | Andrés Giordano Salazar                  | FA             |         |
| Región Metropolitana de Santiago (47)                   | 9        | Jorge Durán Espinoza                     | RN             |         |
| Región Metropolitana de Santiago (47)                   | 9        | Érika Olivera de la Fuente               | Demócratas     |         |
| Región Metropolitana de Santiago (47)                   | 9        | José Carlos Meza Pereira                 | PRCh           |         |
| Región Metropolitana de Santiago (47)                   | 10       | Gonzalo Winter Etcheberry                | FA             |         |
| Región Metropolitana de Santiago (47)                   | 10       | Lorena Fries Monleón                     | FA             |         |
| Región Metropolitana de Santiago (47)                   | 10       | Emilia Schneider Videla                  | FA             |         |
| Región Metropolitana de Santiago (47)                   | 10       | Alejandra Placencia Cabello              | PCCh           |         |
| Región Metropolitana de Santiago (47)                   | 10       | Jorge Alessandri Vergara                 | UDI            |         |
| Región Metropolitana de Santiago (47)                   | 10       | María Luisa Cordero Velásquez            | Ind-RN         |         |
| Región Metropolitana de Santiago (47)                   | 10       | Johannes Kaiser Barents-Von Hohenhagen   | PNL            |         |
| Región Metropolitana de Santiago (47)                   | 10       | Helia Molina Milman                      | PPD            |         |
| Región Metropolitana de Santiago (47)                   | 11       | Gonzalo de la Carrera Correa             | PNL            |         |
| Región Metropolitana de Santiago (47)                   | 11       | Cristián Araya Lerdo de Tejada           | PRCh           |         |
| Región Metropolitana de Santiago (47)                   | 11       | Francisco Undurraga Gazitúa              | Evópoli        |         |
| Región Metropolitana de Santiago (47)                   | 11       | Guillermo Ramírez Diez                   | UDI            |         |
| Región Metropolitana de Santiago (47)                   | 11       | Catalina del Real Mihovilovic            | PRCh           |         |
| Región Metropolitana de Santiago (47)                   | 11       | Tomás Hirsch Goldschmidt                 | AH             |         |
| Región Metropolitana de Santiago (47)                   | 12       | Pamela Jiles Moreno                      | PDG            |         |
| Región Metropolitana de Santiago (47)                   | 12       | Mónica Arce Castro                       | Ind-PDC        |         |
| Región Metropolitana de Santiago (47)                   | 12       | Hernán Palma Pérez                       | FRVS           |         |
| Región Metropolitana de Santiago (47)                   | 12       | Ximena Ossandón Irarrázabal              | RN             |         |
| Región Metropolitana de Santiago (47)                   | 12       | Álvaro Carter Fernández                  | PRCh           |         |
| Región Metropolitana de Santiago (47)                   | 12       | Ana María Gazmuri Vieira                 | AH             |         |
| Región Metropolitana de Santiago (47)                   | 12       | Daniela Serrano Salazar                  | PCCh           |         |
| Región Metropolitana de Santiago (47)                   | 13       | Gael Yeomans Araya                       | FA             |         |
| Región Metropolitana de Santiago (47)                   | 13       | Lorena Pizarro Sierra                    | PCCh           |         |
| Región Metropolitana de Santiago (47)                   | 13       | Eduardo Durán Salinas                    | RN             |         |
| Región Metropolitana de Santiago (47)                   | 13       | Cristhian Moreira Barros                 | UDI            |         |
| Región Metropolitana de Santiago (47)                   | 13       | Daniel Melo Contreras                    | PS             |         |
| Región Metropolitana de Santiago (47)                   | 14       | Marisela Santibáñez Novoa                | Ind.           |         |
| Región Metropolitana de Santiago (47)                   | 14       | Camila Musante Müller                    | Ind-PPD        |         |
| Región Metropolitana de Santiago (47)                   | 14       | Raúl Leiva Carvajal                      | PS             |         |
| Región Metropolitana de Santiago (47)                   | 14       | Leonardo Soto Ferrada                    | PS             |         |
| Región Metropolitana de Santiago (47)                   | 14       | Juan Antonio Coloma Álamos               | UDI            |         |
| Región Metropolitana de Santiago (47)                   | 14       | Juan Irarrázaval Rossel                  | PRCh           |         |
| Región del Libertador General Bernardo O'Higgins (9)    | 15       | Raúl Soto Mardones                       | PPD            |         |
| Región del Libertador General Bernardo O'Higgins (9)    | 15       | Marta González Olea                      | Ind-PPD        |         |
| Región del Libertador General Bernardo O'Higgins (9)    | 15       | Diego Schalper Sepúlveda                 | RN             |         |
| Región del Libertador General Bernardo O'Higgins (9)    | 15       | Natalia Romero Talguia                   | Ind-UDI        |         |
| Región del Libertador General Bernardo O'Higgins (9)    | 15       | Marcela Riquelme Aliaga                  | Ind-PR         |         |
| Región del Libertador General Bernardo O'Higgins (9)    | 16       | Carla Morales Maldonado                  | RN             |         |
| Región del Libertador General Bernardo O'Higgins (9)    | 16       | Eduardo Cornejo Lagos                    | UDI            |         |
| Región del Libertador General Bernardo O'Higgins (9)    | 16       | Cosme Mellado Pino                       | PR             |         |
| Región del Libertador General Bernardo O'Higgins (9)    | 16       | Félix Bugueño Sotelo                     | FA             |         |
| Región del Maule (11)                                   | 17       | Hugo Rey Martínez                        | RN             |         |
| Región del Maule (11)                                   | 17       | Jorge Guzmán Zepeda                      | Evópoli        |         |
| Región del Maule (11)                                   | 17       | Felipe Donoso Castro                     | UDI            |         |
| Región del Maule (11)                                   | 17       | Alexis Sepúlveda Soto                    | PR             |         |
| Región del Maule (11)                                   | 17       | Benjamín Moreno Bascur                   | PRCh           |         |
| Región del Maule (11)                                   | 17       | Roberto Celedón Fernández                | Ind-FA         |         |
| Región del Maule (11)                                   | 17       | Francisco Pulgar Castillo                | Ind-PDC        |         |
| Región del Maule (11)                                   | 18       | Paula Labra Besserer                     | Ind-RN         |         |
| Región del Maule (11)                                   | 18       | Gustavo Benavente Vergara                | UDI            |         |
| Región del Maule (11)                                   | 18       | Jaime Naranjo Ortiz                      | Ind-PDC        |         |
| Región del Maule (11)                                   | 18       | Consuelo Veloso Ávila                    | Ind-FA         |         |
| Región de Ñuble (5)                                     | 19       | Cristóbal Martínez Ramírez               | UDI            |         |
| Región de Ñuble (5)                                     | 19       | Marta Bravo Salinas                      | UDI            |         |
| Región de Ñuble (5)                                     | 19       | Frank Sauerbaum Muñoz                    | RN             |         |
| Región de Ñuble (5)                                     | 19       | Felipe Camaño Cárdenas                   | Ind-PDC        |         |
| Región de Ñuble (5)                                     | 19       | Sara Concha Smith                        | PSC            |         |
| Región del Biobío (13)                                  | 20       | Francesca Muñoz González                 | PSC            |         |
| Región del Biobío (13)                                  | 20       | Sergio Bobadilla Muñoz                   | UDI            |         |
| Región del Biobío (13)                                  | 20       | Marlene Pérez Cartes                     | Ind-UDI        |         |
| Región del Biobío (13)                                  | 20       | Leonidas Romero Sáez                     | PNL            |         |
| Región del Biobío (13)                                  | 20       | Eric Aedo Jeldres                        | PDC            |         |
| Región del Biobío (13)                                  | 20       | Félix González Gatica                    | PEV            |         |
| Región del Biobío (13)                                  | 20       | María Candelaria Acevedo Sáez            | PCCh           |         |
| Región del Biobío (13)                                  | 20       | Roberto Arroyo Muñoz                     | PSC            |         |
| Región del Biobío (13)                                  | 21       | Joanna Pérez Olea                        | Demócratas     |         |
| Región del Biobío (13)                                  | 21       | Cristóbal Urruticoechea Ríos             | PNL            |         |
| Región del Biobío (13)                                  | 21       | Flor Weisse Novoa                        | UDI            |         |
| Región del Biobío (13)                                  | 21       | Karen Medina Vásquez                     | Ind-PDC        |         |
| Región del Biobío (13)                                  | 21       | Clara Sagardía Cabezas                   | FA             |         |
| Región de la Araucanía (11)                             | 22       | Jorge Rathgeb Schifferli                 | RN             |         |
| Región de la Araucanía (11)                             | 22       | Juan Carlos Beltrán Silva                | RN             |         |
| Región de la Araucanía (11)                             | 22       | Jorge Saffirio Espinoza                  | Demócratas     |         |
| Región de la Araucanía (11)                             | 22       | Gloria Naveillan Arriagada               | PNL            |         |
| Región de la Araucanía (11)                             | 23       | Henry Leal Bizama                        | UDI            |         |
| Región de la Araucanía (11)                             | 23       | Miguel Becker Alvear                     | RN             |         |
| Región de la Araucanía (11)                             | 23       | Miguel Mellado Suazo                     | Ind-RN         |         |
| Región de la Araucanía (11)                             | 23       | Mauricio Ojeda Rebolledo                 | Ind.           |         |
| Región de la Araucanía (11)                             | 23       | Stephan Schubert Rubio                   | PRCh           |         |
| Región de la Araucanía (11)                             | 23       | Andrés Jouannet Valderrama               | Amarillos      |         |
| Región de la Araucanía (11)                             | 23       | Ericka Ñanco Vásquez                     | FA             |         |
| Región de Los Ríos (5)                                  | 24       | Marcos Ilabaca Cerda                     | PS             |         |
| Región de Los Ríos (5)                                  | 24       | Ana María Bravo Castro                   | PS             |         |
| Región de Los Ríos (5)                                  | 24       | Gastón von Mühlenbrock Zamora            | UDI            |         |
| Región de Los Ríos (5)                                  | 24       | Bernardo Berger Fett                     | Ind-RN         |         |
| Región de Los Ríos (5)                                  | 24       | Patricio Rosas Barrientos                | FA             |         |
| Región de Los Lagos (9)                                 | 25       | Emilia Nuyado Ancapichún                 | PS             |         |
| Región de Los Lagos (9)                                 | 25       | Héctor Barría Angulo                     | PDC            |         |
| Región de Los Lagos (9)                                 | 25       | Daniel Lilayu Vivanco                    | UDI            |         |
| Región de Los Lagos (9)                                 | 25       | Harry Jürgensen Rundshagen               | PRCh           |         |
| Región de Los Lagos (9)                                 | 26       | Alejandro Bernales Maldonado             | PL             |         |
| Región de Los Lagos (9)                                 | 26       | Héctor Ulloa Aguilera                    | Ind-PPD        |         |
| Región de Los Lagos (9)                                 | 26       | Mauro González Villarroel                | RN             |         |
| Región de Los Lagos (9)                                 | 26       | Fernando Bórquez Montecinos              | UDI            |         |
| Región de Los Lagos (9)                                 | 26       | Jaime Sáez Quiroz                        | FA             |         |
| Región de Aysén del General Carlos Ibáñez del Campo (3) | 27       | Miguel Ángel Calisto Águila              | Ind-Demócratas |         |
| Región de Aysén del General Carlos Ibáñez del Campo (3) | 27       | René Alinco Bustos                       | Ind.           |         |
| Región de Aysén del General Carlos Ibáñez del Campo (3) | 27       | Marcia Raphael Mora                      | RN             |         |
| Región de Magallanes y la Antártica Chilena (3)         | 28       | Carlos Bianchi Chelech                   | Ind-PPD        |         |
| Región de Magallanes y la Antártica Chilena (3)         | 28       | Christian Matheson Villán                | Ind-Evópoli    |         |
| Región de Magallanes y la Antártica Chilena (3)         | 28       | Javiera Morales Alvarado                 | FA             |         |

## Funciones y atribuciones
De acuerdo a la Constitución chilena de 1980, la Cámara de Diputados tiene atribuciones exclusivas y compartidas con el Senado.

### Atribuciones exclusivas de la Cámara de Diputados
1. Fiscalizar los actos del Gobierno
Para ejercer esta atribución la Cámara puede:
- Solicitar antecedentes al Gobierno

La Cámara puede adoptar acuerdos o sugerir observaciones con el voto de la mayoría de los diputados presentes, los que deben transmitirse por escrito al Presidente de la República, quien debe dar respuesta fundada por medio del Ministro de Estado correspondiente, dentro de 30 días. Asimismo, cualquier diputado, con el voto favorable de un tercio de los miembros presentes de la Cámara, puede solicitar determinados antecedentes al Gobierno. El Presidente de la República debe contestar fundadamente por intermedio del Ministro de Estado que corresponda, dentro de 30 días.
- Interpelar a los Ministros

La Cámara puede citar a un Ministro de Estado, a petición de al menos un tercio de los diputados en ejercicio, a fin de formularle preguntas en relación con materias vinculadas al ejercicio de su cargo. Un mismo Ministro no puede ser interpelado más de tres veces dentro de un año calendario, sin previo acuerdo de la mayoría absoluta de los diputados en ejercicio. La asistencia del Ministro es obligatoria y debe responder a las preguntas y consultas que motivan su citación.
- Crear comisiones investigadoras

A petición de al menos dos quintos de los diputados en ejercicio, con el objeto de reunir informaciones relativas a determinados actos del Gobierno, la Cámara puede crear comisiones especiales investigadoras, las que, a petición de un tercio de sus miembros, pueden despachar citaciones y solicitar antecedentes. Los Ministros de Estado, los demás funcionarios de la Administración y el personal de las empresas del Estado o de aquéllas en que éste tenga participación mayoritaria, que sean citados por estas comisiones, estarán obligados a comparecer y a suministrar los antecedentes y las informaciones que se les soliciten. No obstante, los Ministros de Estado no podrán ser citados más de tres veces a una misma comisión investigadora, sin previo acuerdo de la mayoría absoluta de sus miembros.
2. Declarar si ha lugar a las acusaciones constitucionales
A la Cámara le corresponde pronunciarse si han o no lugar las acusaciones que no menos de diez ni más de veinte de sus miembros formulen en contra de las siguientes personas:
- Del Presidente de la República, por actos de su administración que hayan comprometido gravemente el honor o la seguridad de la Nación, o infringido abiertamente la Constitución o las leyes.
- De los Ministros de Estado, por haber comprometido gravemente el honor o la seguridad de la Nación, por infringir la Constitución o las leyes o haber dejado éstas sin ejecución, y por los delitos de traición, concusión, malversación de fondos públicos y soborno.
- De los magistrados de los tribunales superiores de justicia y del Contralor General de la República, por notable abandono de sus deberes.
- De los generales o almirantes de las instituciones pertenecientes a las Fuerzas de la Defensa Nacional, por haber comprometido gravemente el honor o la seguridad de la Nación.
- De los delegados presidenciales regionales, delegados presidenciales provinciales, por infracción de la Constitución y por los delitos de traición, sedición, malversación de fondos públicos y concusión.

### Atribuciones compartidas con el Senado
- Aprobar o desechar los tratados internacionales que le presentare el presidente de la República antes de su ratificación.
- Pronunciarse respecto de los estados de excepción constitucional.

## Niveles de aprobación

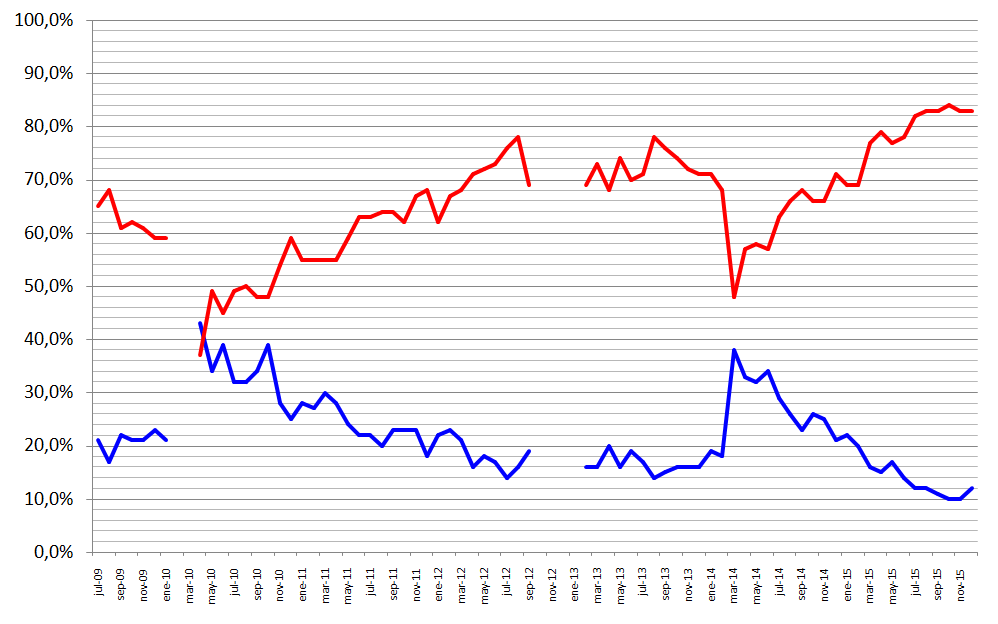
Aprobación y rechazo de la Cámara de Diputados entre 2009 y 2015 (Adimark).
Porcentaje de aprobación.
Porcentaje de rechazo.

Según la encuesta Adimark, durante todo el primer Gobierno de Sebastián Piñera, desde marzo de 2010 hasta la fecha, la Cámara de Diputados de Chile jamás ha contado con una aprobación ciudadana superior al 50 %. Por el contrario, su porcentaje de aprobación ha seguido una tendencia decreciente, alcanzando un mínimo de 14 % en julio de 2012 y agosto de 2013. El porcentaje de reprobación, por su parte, ha seguido una tendencia creciente, que en agosto de 2012 y agosto de 2013 alcanzó un máximo del 78 %.